# 中村北斗
中村北斗（1985年7月10日—），日本職業足球員，前日本20歲以下足球代表隊成員。現效力於日職球隊福岡黃蜂。

## 俱乐部生涯
2004年，中村北斗在福岡黃蜂开始足球生涯。2009年转会至FC東京，2014年转会至大宮松鼠，2015年转会至福岡黃蜂。

## 日本國家足球隊
中村北斗参加了2005年世界青年錦標賽。

## 外部連結
- （日語）J.League Data Site（页面存档备份，存于）